# 圣保罗 (留尼汪)
圣保罗（法語：Saint-Paul，法語發音：[sɛ̃ pɔl] ⓘ），法国海外省留尼汪的一个市镇，同时也是该省的一个副省会，下辖圣保罗区，其市镇面积为241.28平方公里，2022年1月1日时人口数量为106,220人，在法国城市中排名第42位。
圣保罗位于留尼汪西部，是留尼汪的人口第二多的城市，仅次于首府圣但尼。圣保罗幅员辽阔，其市镇范围包括了数十个大小不一的村落，主城区则位于一处沿海平原上。圣保罗是留尼汪岛上的首个有记录的人类居民点，并一度成为留尼汪的政治中心，现代则是该岛的一个旅游城市，因其温暖的气候和充足的光照而闻名。

## 地名来源
“圣保罗”一名来源于基督教人物保罗，法国及世界上存在多个同名的居民点，而此处名称则于1663年由首位登陆留尼汪岛的法国殖民者路易·帕延命名。

## 历史

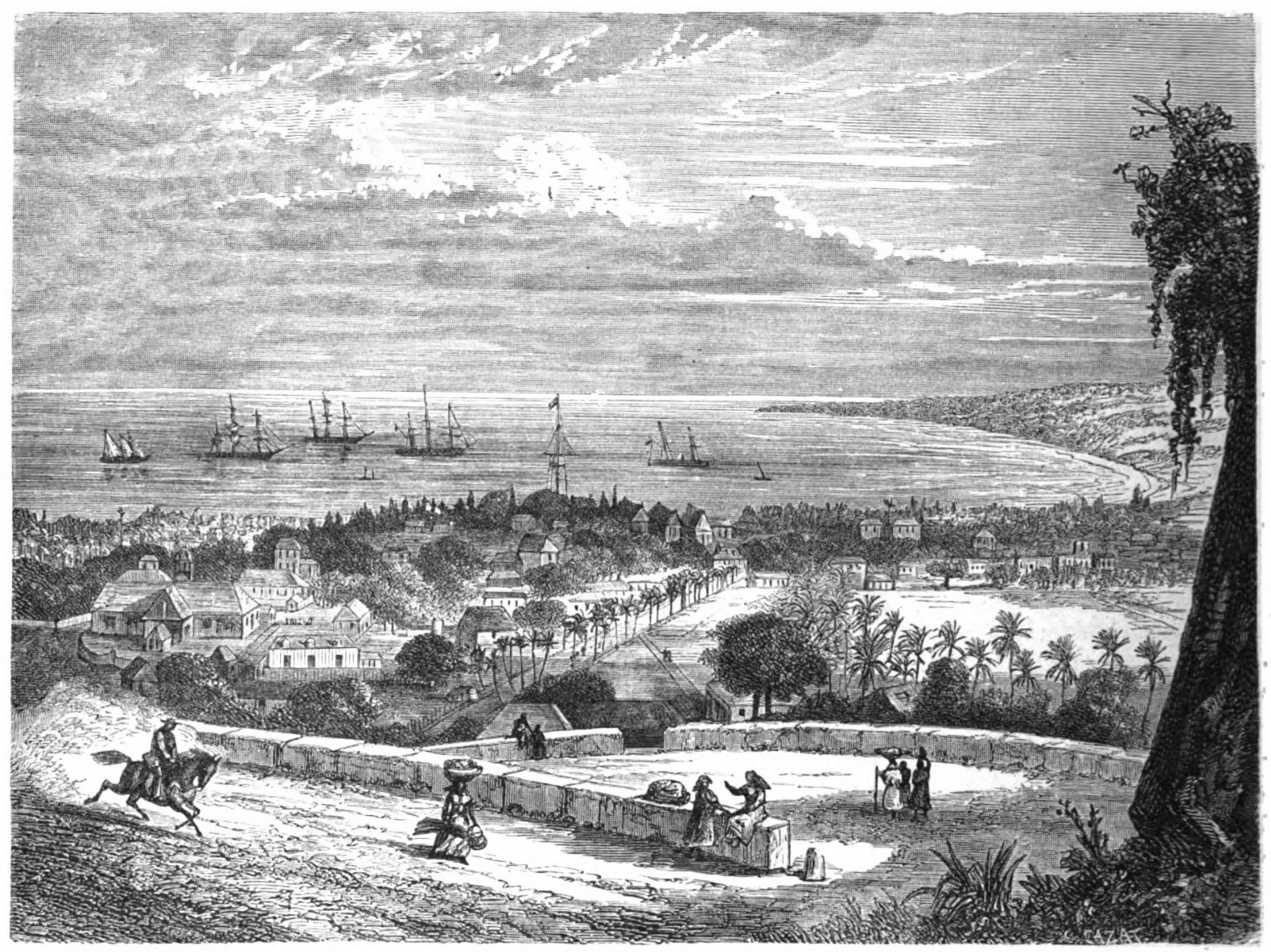
19世纪末的圣保罗港

圣保罗所处的留尼汪岛的早期历史尚未得到考证。1663年，法国殖民者路易·帕延登陆圣保罗，并在此建立了留尼汪的首个居民点，彼时法兰西国王路易十三出自波旁卡佩家族，该岛屿由此被命名为“波旁岛”。1665年，艾蒂安·雷尼奥被任命为留尼汪的首位执政官，他在圣保罗附近区域开辟了小麦、水稻、烟草及葡萄种植园，18世纪初，甘蔗成为了当地主要的经济农作物。1723年，圣保罗镇中心遭遇了一场大火，当地殖民者大量迁往了留尼汪岛北侧的圣但尼，1738年，在殖民海军军官贝特朗-弗朗索瓦·马埃·德·拉布尔多内的支持下，圣但尼正式代替圣保罗成为留尼汪的新首府。法国大革命后，波旁岛更名为“留尼汪岛”，圣保罗成为留尼汪的一个市镇。1809年9月21日，英格兰海军曾登陆占领圣保罗，但同年10月初即被彻底赶走。1882年，一条沿留尼汪岛西海岸延伸的铁路线建成通车，后因客流较小及维护成本过高而于1976年彻底废弃。2011年，圣保罗获得由法国文化部颁发的“艺术与历史之城”称号。

## 地理

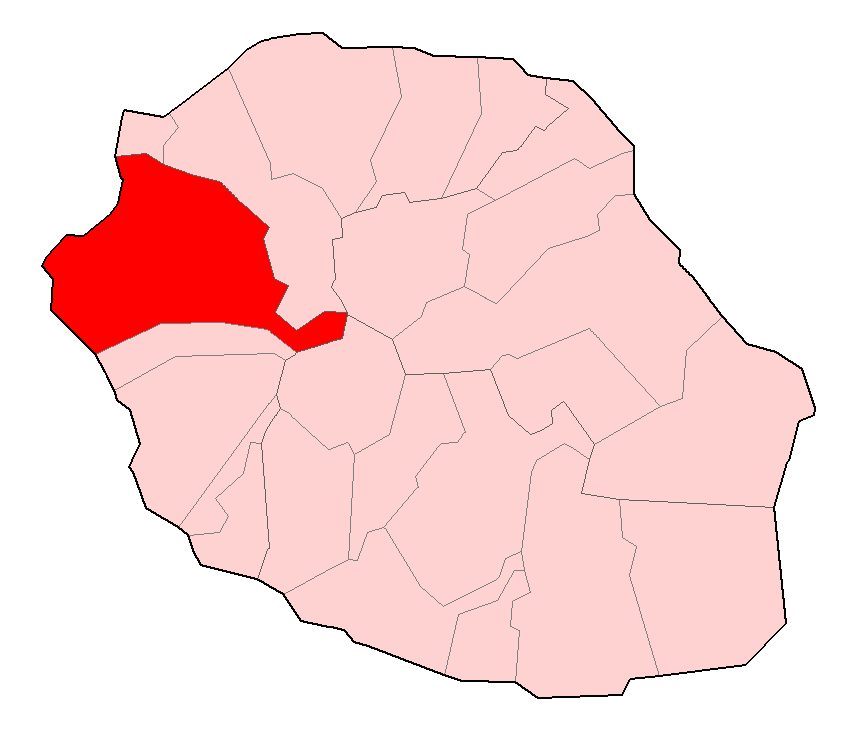
圣保罗在留尼汪的位置（深红）

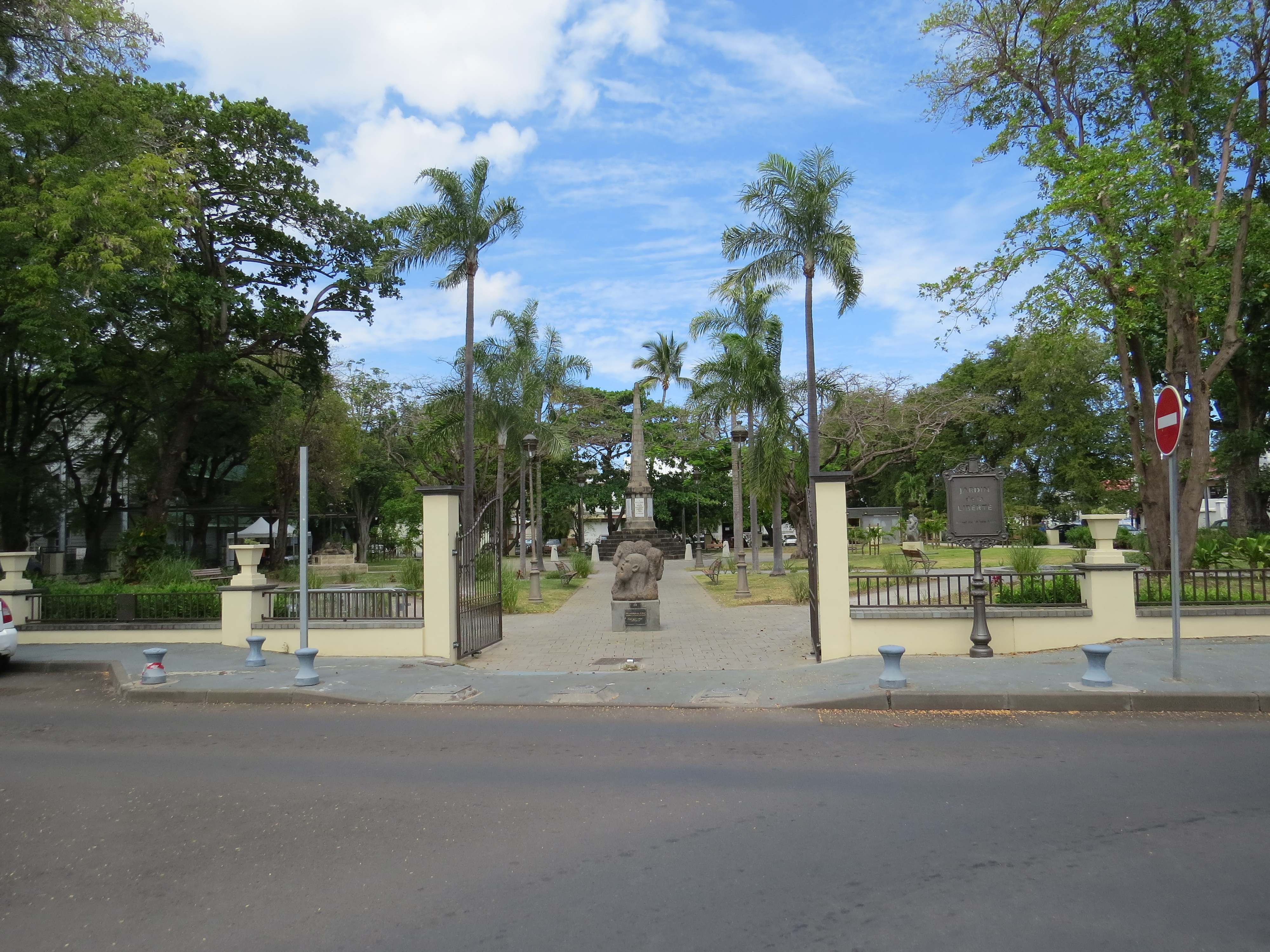
圣保罗市中心的自由花园

圣保罗位于留尼汪岛西部，距离省会圣但尼大约28公里。与圣保罗接壤的市镇包括：锡拉奥斯、勒波尔、拉波塞雄、莱特鲁瓦巴桑。

### 地形
圣保罗位于留尼汪岛西部，境内地形复杂多样，沿海地区有少量平原，内陆山地则沟壑纵横，并自西向东快速抬高，全境海拔在0到2,955米之间。

### 水文
莱加莱河发源自留尼汪岛中部，自东南向西北流经圣保罗东部和北部，并在圣保罗和勒波尔交汇处注入印度洋。除此之外，圣保罗市镇范围内还有勒贝尔尼卡河（Le Bernica）、拉萨利讷河（La Saline）等河流。

### 植被
圣保罗属于热带雨林区，林地广泛分布于市镇范围中东部的山地地区以及河流附近。
在鲜花城市的评比中，圣保罗被评为2星级鲜花城市。

### 气候
圣保罗在柯本气候分类法中属于熱帶乾濕季氣候，其中1至4月为湿季，9至11月为干季，其境内沿海地区日照充足，而内陆山地地区则有山地特征，平均气温明显下降，且因地形因素而出现不规律的降水。
圣保罗境内的锡加尔街区设有气象站，以下为该气象站的数据（其中日照数据取自勒波尔）：
| 圣保罗1981年－2019年 | 圣保罗1981年－2019年 | 圣保罗1981年－2019年 | 圣保罗1981年－2019年 | 圣保罗1981年－2019年 | 圣保罗1981年－2019年 | 圣保罗1981年－2019年 | 圣保罗1981年－2019年 | 圣保罗1981年－2019年 | 圣保罗1981年－2019年 | 圣保罗1981年－2019年 | 圣保罗1981年－2019年 | 圣保罗1981年－2019年 | 圣保罗1981年－2019年 |
| 月份                 | 1月                  | 2月                  | 3月                  | 4月                  | 5月                  | 6月                  | 7月                  | 8月                  | 9月                  | 10月                 | 11月                 | 12月                 | 全年                 |
| -------------------- | -------------------- | -------------------- | -------------------- | -------------------- | -------------------- | -------------------- | -------------------- | -------------------- | -------------------- | -------------------- | -------------------- | -------------------- | -------------------- |
| 历史最高温 °C（°F）  | 35.5 (95.9)          | 36 (97)              | 35.1 (95.2)          | 33.8 (92.8)          | 33.8 (92.8)          | 30.8 (87.4)          | 30.2 (86.4)          | 30.3 (86.5)          | 32.1 (89.8)          | 32.4 (90.3)          | 33.6 (92.5)          | 35.4 (95.7)          | 36 (97)              |
| 平均高温 °C（°F）    | 31.1 (88.0)          | 31.1 (88.0)          | 30.8 (87.4)          | 30.3 (86.5)          | 28.8 (83.8)          | 27 (81)              | 26.1 (79.0)          | 26.2 (79.2)          | 26.8 (80.2)          | 27.8 (82.0)          | 29.1 (84.4)          | 30.7 (87.3)          | 28.8 (83.8)          |
| 日均气温 °C（°F）    | 26.7 (80.1)          | 26.8 (80.2)          | 26.3 (79.3)          | 25.5 (77.9)          | 24.1 (75.4)          | 22.4 (72.3)          | 21.5 (70.7)          | 21.5 (70.7)          | 22.1 (71.8)          | 23 (73)              | 24.4 (75.9)          | 26 (79)              | 24.2 (75.6)          |
| 平均低温 °C（°F）    | 22.3 (72.1)          | 22.4 (72.3)          | 21.8 (71.2)          | 20.7 (69.3)          | 19.5 (67.1)          | 17.8 (64.0)          | 16.9 (62.4)          | 16.8 (62.2)          | 17.3 (63.1)          | 18.3 (64.9)          | 19.6 (67.3)          | 21.3 (70.3)          | 19.6 (67.3)          |
| 历史最低温 °C（°F）  | 19.9 (67.8)          | 19.1 (66.4)          | 18.5 (65.3)          | 17 (63)              | 16 (61)              | 15 (59)              | 14.5 (58.1)          | 12.8 (55.0)          | 14.6 (58.3)          | 13.1 (55.6)          | 16.2 (61.2)          | 18.6 (65.5)          | 12.8 (55.0)          |
| 平均降水量 mm（）    | 195 (7.7)            | 220.2 (8.67)         | 116.6 (4.59)         | 52.3 (2.06)          | 32.5 (1.28)          | 15.4 (0.61)          | 10.6 (0.42)          | 10 (0.4)             | 16.7 (0.66)          | 12.2 (0.48)          | 28.6 (1.13)          | 76.4 (3.01)          | 786.5 (30.96)        |
| 月均日照時數         | 225.4                | 205.5                | 219.9                | 221.1                | 229.7                | 226.8                | 231.9                | 227                  | 209.3                | 222.2                | 220.8                | 231.1                | 2,670.7              |
| 来源：infoclimat.fr  |                      |                      |                      |                      |                      |                      |                      |                      |                      |                      |                      |                      |                      |

## 行政区划
圣保罗是法国海外省留尼汪的一个市镇，编号为97415，它也是留尼汪的一个副省会。圣保罗下辖圣保罗区，隶属于留尼汪第二选区及圣保罗第一县、第二县和第三县，同时也是此三县的中央投票站所在地和西海岸土地城市圈公共社区的组成部分。
法国国家统计与经济研究所（简称）在进行数据统计时，将圣保罗及相邻的另外2个市镇设为圣保罗城市核心区，并将包括核心区在内的周边共4个市镇划为圣保罗城市区。自2020年起，圣保罗城市区被包含5个市镇的圣保罗城市辐射区代替。此外，还将圣保罗市镇分为了43个“块区”（IRIS），以便于统计人口分布情况。

## 交通

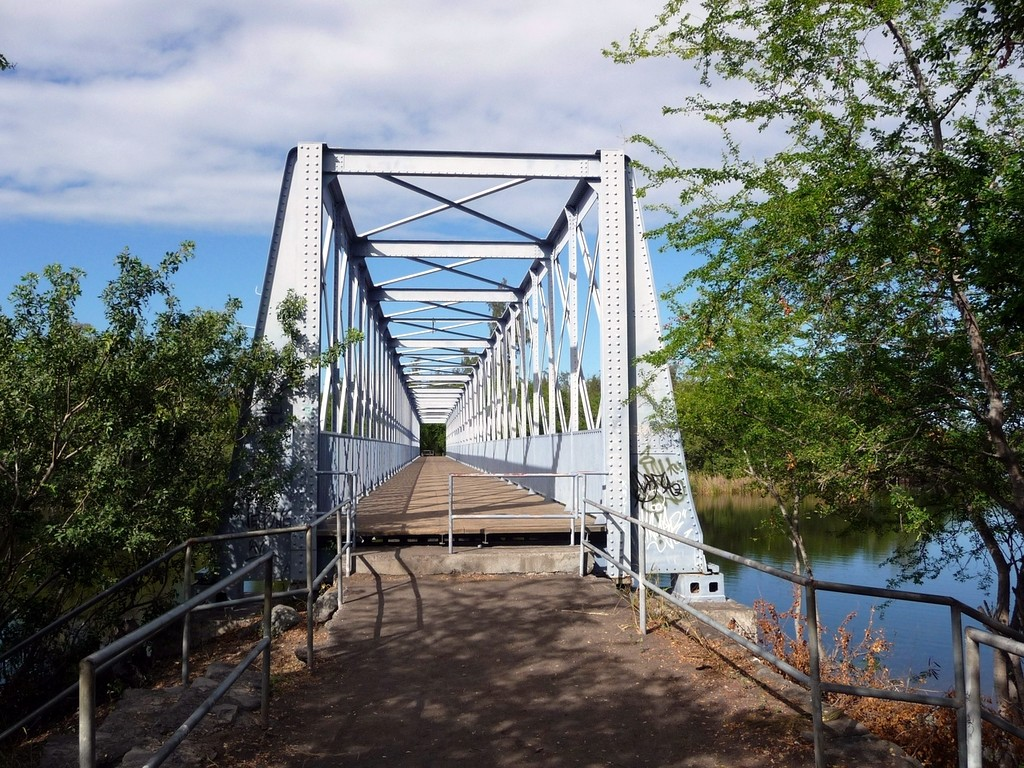
铁路桥旧址

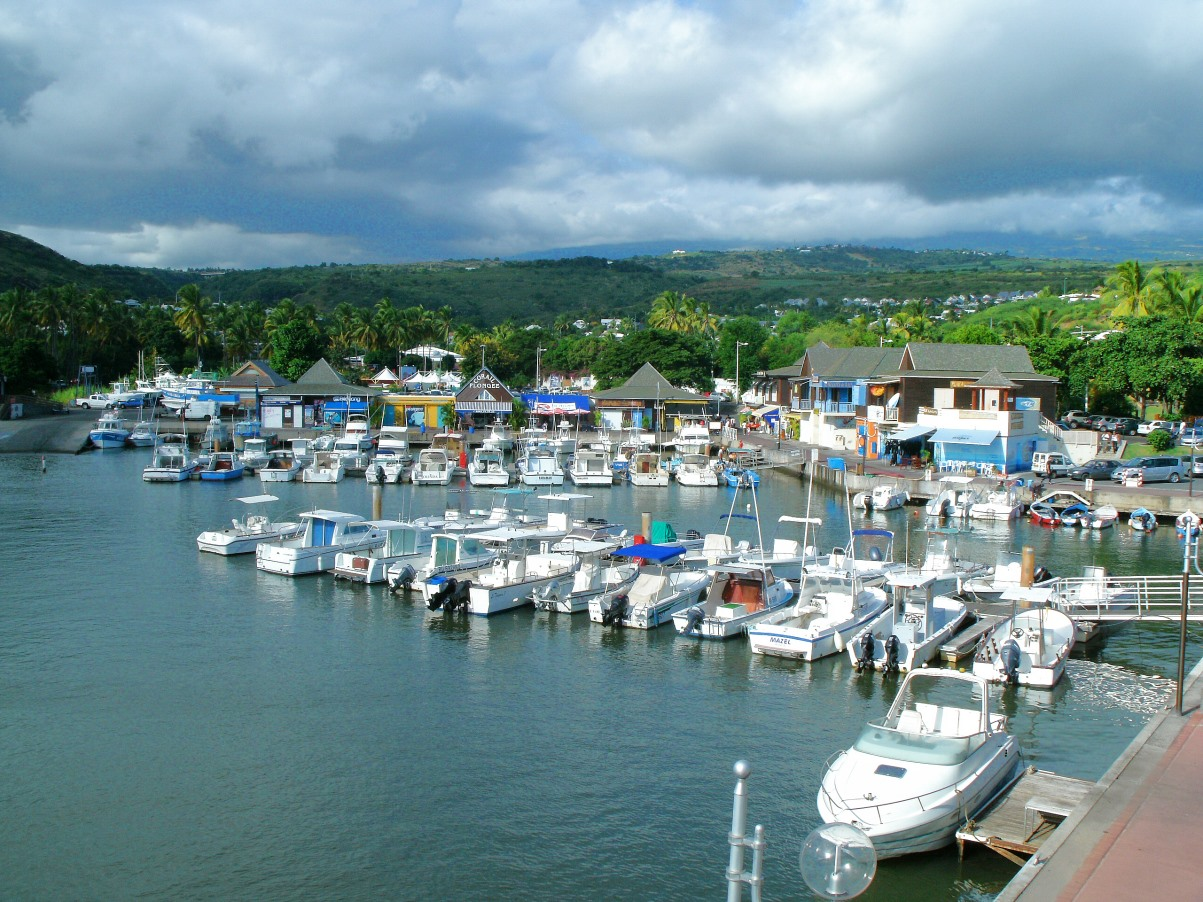
圣保罗的一处港口

### 公路
留尼汪地方国道N1线、N1A线和留尼汪省道D3线、D4线、D6线、D8线、D10线、D100线、D101线等在圣保罗境内交汇。留尼汪城际客运（商业名称为“Carjaune”）提供多条连接勒唐蓬的巴士线路，可前往圣但尼、圣皮埃尔等地。
2017年，64.1%的圣保罗家庭拥有至少一辆私人汽车。2019年，圣保罗境内共发生各类交通事故56起，造成5人遇难，65人受伤。

### 铁路
途径圣保罗的留尼汪铁路已于1976年关闭并废弃。

### 航空
距离圣保罗最近的民用航空站为留尼汪罗兰·加洛斯机场，距离圣保罗市中心的公路里程约35公里。

### 水运
圣保罗境内的多个沿海村落建有小型港口，而最近的现代集装箱港口则位于圣保罗以北的勒波尔境内。

### 城市公共交通
圣保罗城市公共交通（商业名称为）是当地的城市公共交通系统。截至2021年7月，该系统共包括四十余条公交线路，其中28条经过圣保罗市区。

## 政治
圣保罗的现任市长为于盖特·贝洛女士，她是为了留尼汪的一名成员，在2020年的市政选举中获得了61.75%的支持率。
在2017年的法国总统大选中，法国第25任总统埃马纽埃尔·马克龙在圣保罗获得了68.56%的支持率。
| 圣保罗历届市长 |                                 |                                  |
| 任期           | 市长                            | 党派                             |
| 1945年－1959年 | Évenor Lucas 埃沃诺尔·吕卡      | PCR留尼汪共产党                  |
| 1959年－1965年 | Roger Serveaux 罗歇·塞尔沃      | DVD右翼无党派人士                |
| 1965年－1987年 | Paul Bénard 保罗·贝纳尔         | RPR保衛共和聯盟                  |
| 1987年－1994年 | Cassam Moussa 卡萨姆·穆萨       | RPR保衛共和聯盟                  |
| 1994年－1999年 | Joseph Sinimalé 约瑟夫·西尼马莱 | RPR保衛共和聯盟                  |
| 1999年－2008年 | Alain Bénard 阿兰·贝纳尔        | RPR保衛共和聯盟 →UMP人民运动联盟 |

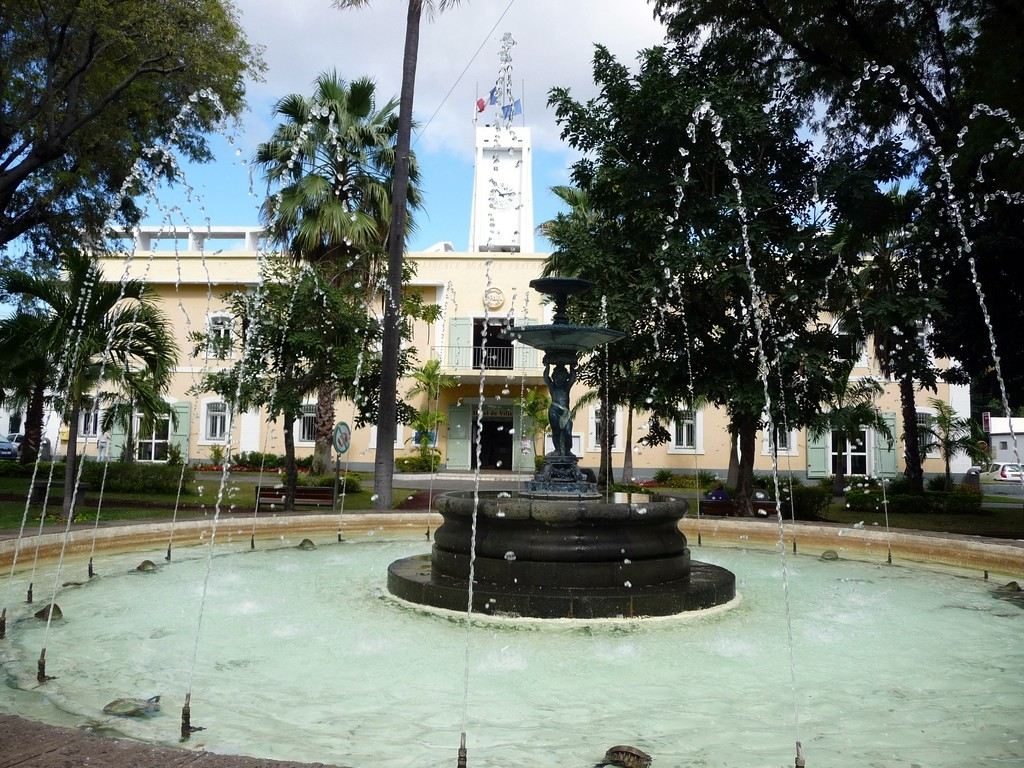
圣保罗市政厅广场喷泉

| 2008年－2014年 | Huguette Bello 于盖特·贝洛      | PCR留尼汪共产党 →PLR为了留尼汪   |
| 2014年－2020年 | Joseph Sinimalé 约瑟夫·西尼马莱 | UMP人民运动联盟 →LR共和黨        |
| 2020年－       | Huguette Bello 于盖特·贝洛      | PLR为了留尼汪                    |

## 人口
2018年，圣保罗市镇人口数量为103,492，在法国排名第42位。其中男性51,294人，女性53,225人，75岁及以上人口占4.1%，外籍人口数量为31,598人，人口密度为429人/平方公里，当地居民被称为（男性）或（女性）。2019年，圣保罗境内出生1,449人，死亡人口563人。
| 年份   | 1961   | 1967   | 1974   | 1982   | 1990   | 1999   | 2006   | 2011    | 2016    | 2018    |
| ------ | ------ | ------ | ------ | ------ | ------ | ------ | ------ | ------- | ------- | ------- |
| 人口數 | 35,528 | 43,129 | 52,554 | 58,412 | 71,669 | 87,712 | 99,291 | 103,916 | 105,482 | 103,492 |

## 经济
圣保罗是留尼汪西部的区域性经济中心，截至2021年7月，当地共有各类用人单位18,290家，平均历史为13年，其中98.77%为中小型企业（PME）。（石化）、（采购）及（酒店）是当地2019年营业额最高的三个企业，分别为22,964,940欧元、17,505,228欧元和17,177,316欧元。

## 财政收入
2019年，圣保罗的财政收入总额为158,207,000欧元，财政支出总额为160,432,000欧元，当年的债务总额为113,171,000欧元。2020年，圣保罗共获得21,966,488欧元的国家财政补助，比上一年增加了0.03%。
2017年，圣保罗的人均月收入总额为2,193欧元，其中高级职员为4,304欧元，高于法国平均水平（4,214欧元）；中级职员为2,392欧元，高于法国平均水平（2,353欧元）；普通职员为1,679欧元，低于法国平均水平（1,690欧元）。
2017年，圣保罗境内的青壮年（15至64岁）失业率为31.4%，当地33.2%的家庭拥有纳税资格，平均纳税4,006欧元，高于法国平均水平（3,888欧元）。

## 社会事务

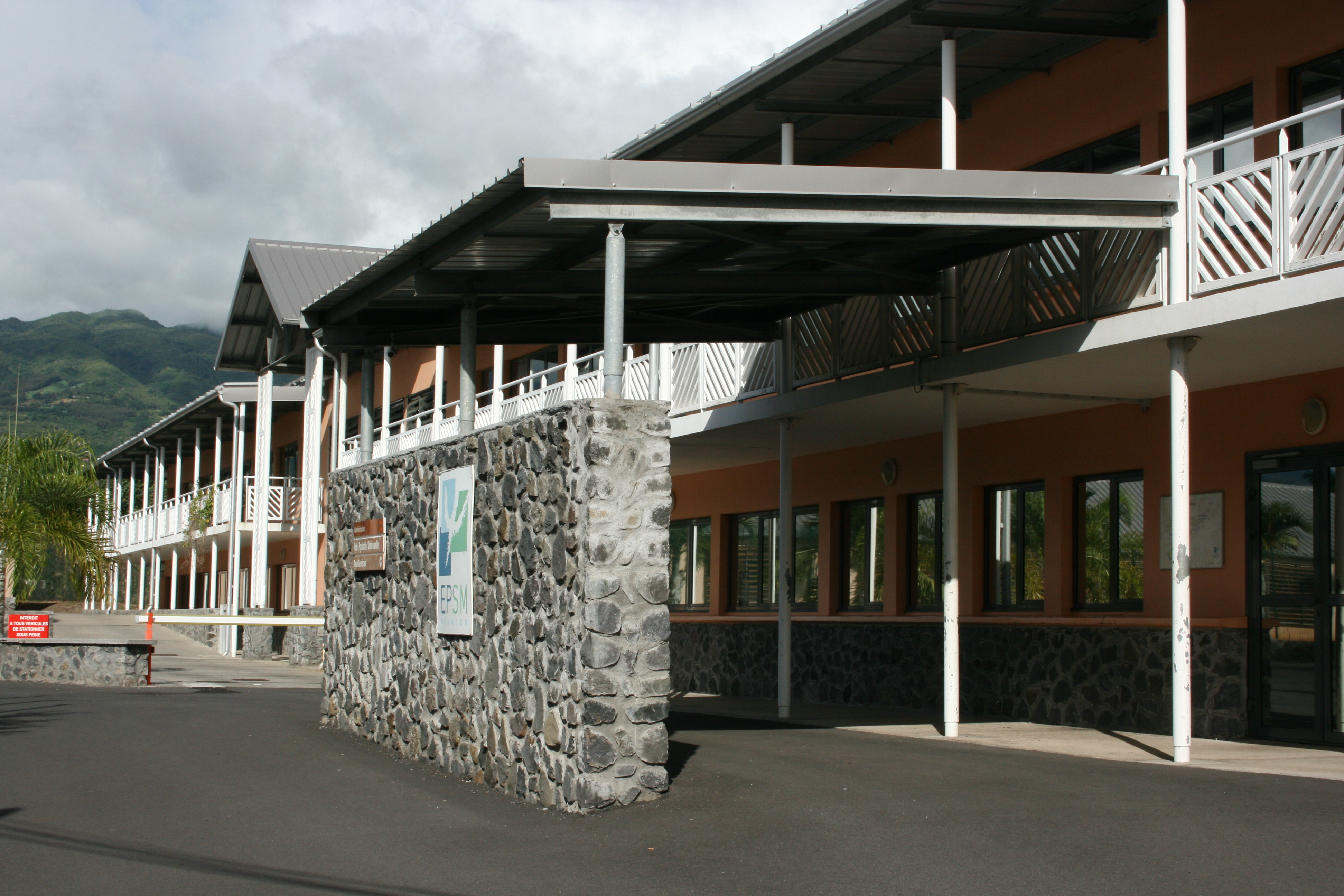
圣保罗的一处心理康复中心

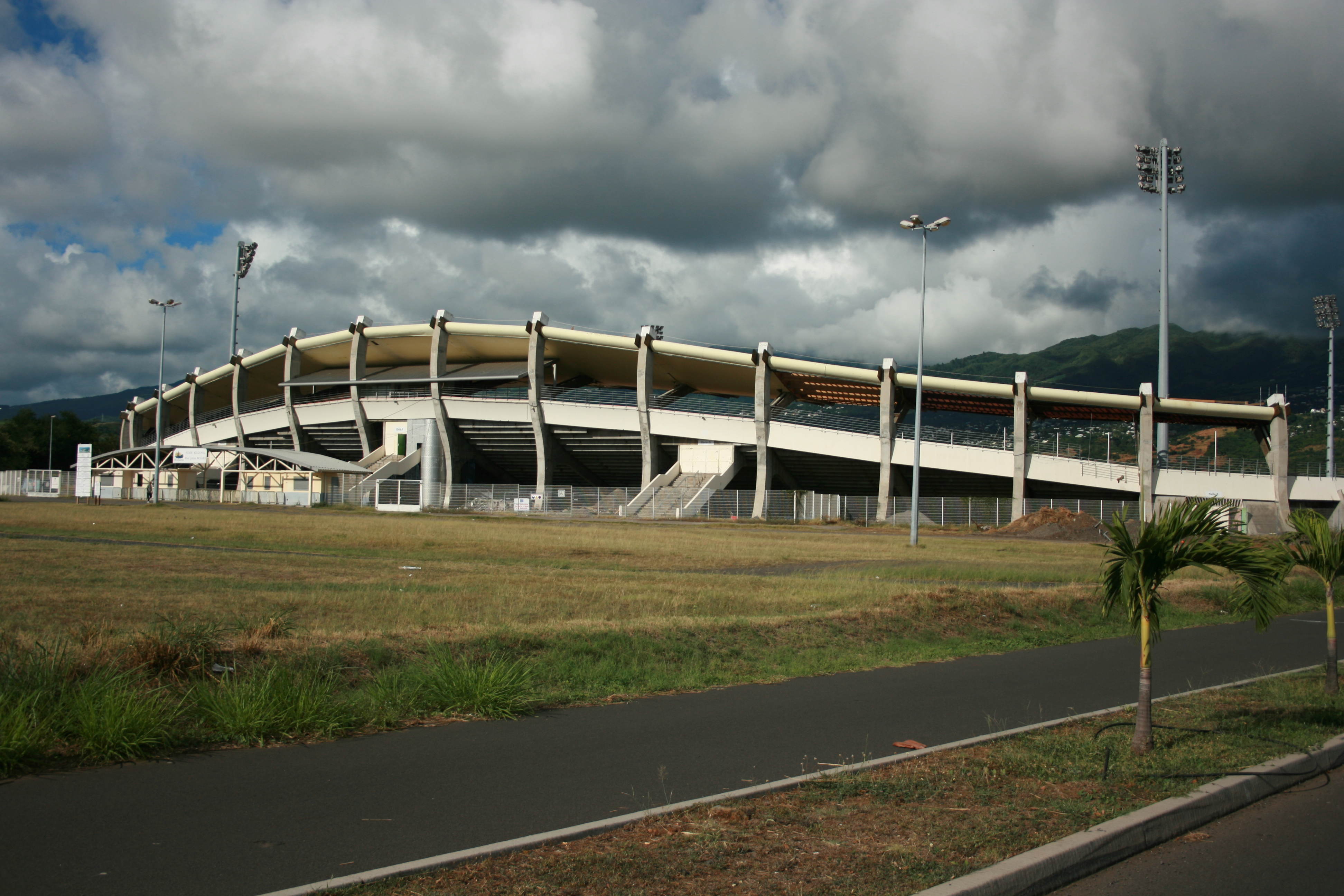
圣保罗球场

### 教育
圣保罗属于留尼汪学区。截止2019年1月1日，圣保罗境内共有23所幼儿园、49所小学、9所初级中学、4所普通高中、2所农业高中和2所职业高中。2018至2019学年度，圣保罗境内共有在校中等教育阶段学生10,871名。

### 医疗
截止2019年1月1日，圣保罗境内共有全科医生123名、保健师293名、牙医85名、护士295名、耳科医生3名、眼科医生5名、皮肤科医生4名、助产士32名、儿科医生7名和妇科医生9名。境内共有药房32家、养老院5家、残疾人帮扶中心11家。
圣保罗是“西部留尼汪中心医院”（Centre Hospitalier Ouest Réunion）的服务范围，后者是法国的一个区域性医疗机构，其主病区位于圣保罗市区，设有床位289个，是当地规模最大的公立综合性医院。

### 住房
2017年，圣保罗境内共有各类住房45,662套，其中73.7%为独立式居民区，25.5%为集中式居民区。常住房屋占圣保罗市镇范围内居民建筑总量的84.6%。
在住房保障政策方面，2017年，圣保罗境内共有8,294户家庭获得了住房经济补助，受益人数占总人口数量的7.9%，其中7,320份为房租补助。

### 商业
2019年，圣保罗境内共有各类实体商铺2,957家，其中餐厅610家、大型超市27家、杂货店111家、面包房87家、肉铺21家、书店24家、装饰品店41家、银行门店25家、美容美发店137家、汽车维修店157家。圣保罗老城区有一家Super U超市，圣吉尔莱班和拉萨利讷街区则分别建有一家家乐福超市和一家Leader Price超市。

### 体育
2019年，圣保罗境内共有9家游泳池、6间体育馆、8座综合体育场、17处网球场、5处马术场、34处足球或橄榄球场、13处篮球或排球场以及2处高尔夫球场。
截至2021年4月，圣保罗境内共有36家注册足球俱乐部，其中纪尧姆体育联盟（A.S. Guillaume）、科尔贝伊联盟俱乐部（A.S.C. Corbeil）、内夫勒体育俱乐部（S.C. Bois de Néfles）、圣保罗足球俱乐部（Saint-Pauloise F.C.）、萨瓦纳奥林匹克足球俱乐部（A.F.C.O Savannah）和碎石山前进体育俱乐部（A.S.E Plateau Caillou）在2021至2022赛季参加留尼汪足球联赛。

### 环境
圣保罗的环境事务由其所属的公共社区负责。2019年，圣保罗境内共有4家污染企业。

### 治安
2019年，圣保罗市镇范围内共有5处宪兵队。
2014年，圣保罗及附近地区共发生各类案件5,577起，其中盗窃类案件3,092起，经济类案件357起，毒品交易类案件413起。

## 文化
2019年，圣保罗境内共有1家电影院和1家博物馆。圣保罗市政府提供多媒体中心，向公众全年开放。

### 建筑
圣保罗境内有多处历史建筑，其中圣保罗教堂、尖顶小教堂等为法国国家文物保护单位。

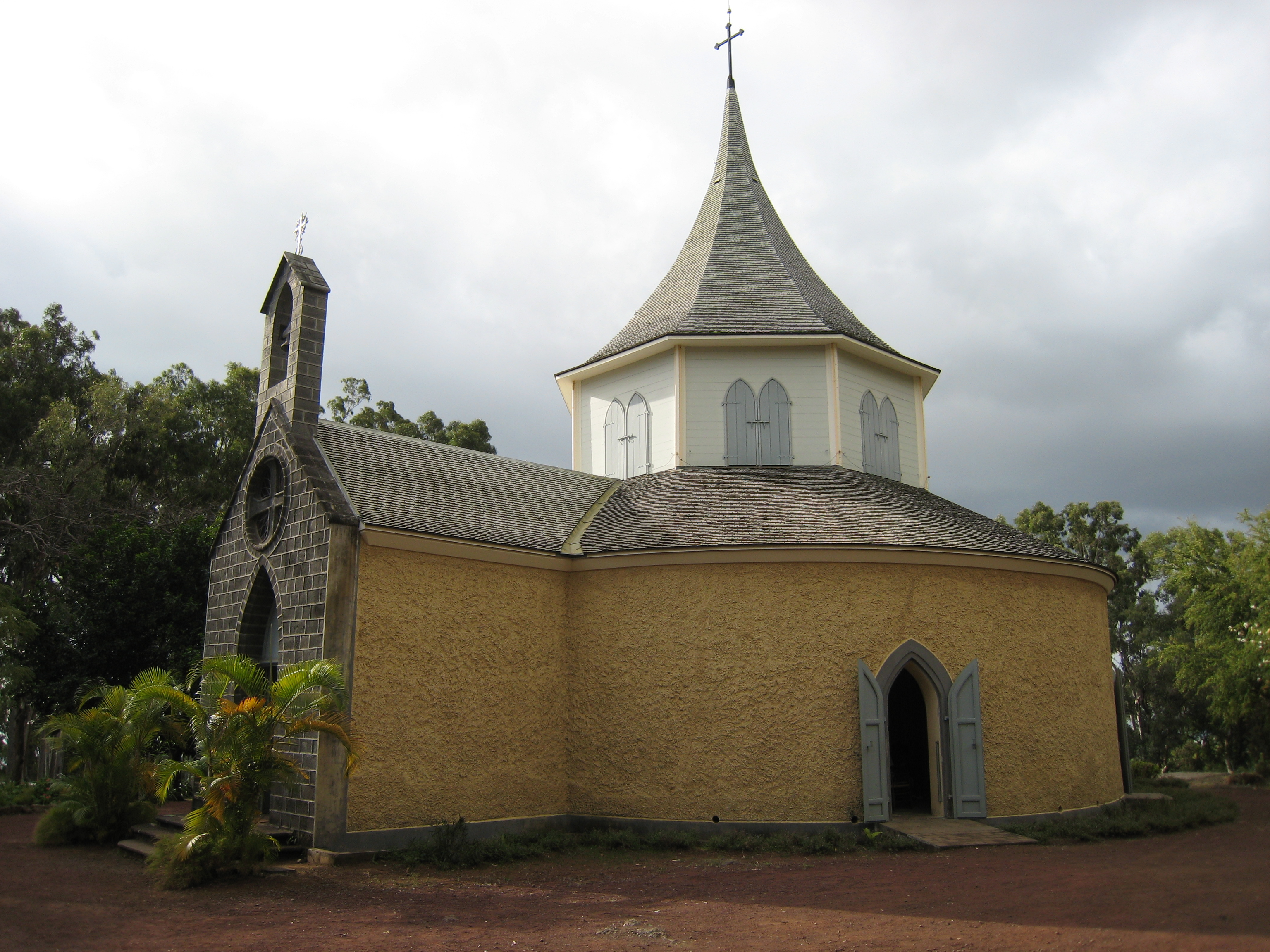
尖顶小教堂（法语：Chapelle Pointue）
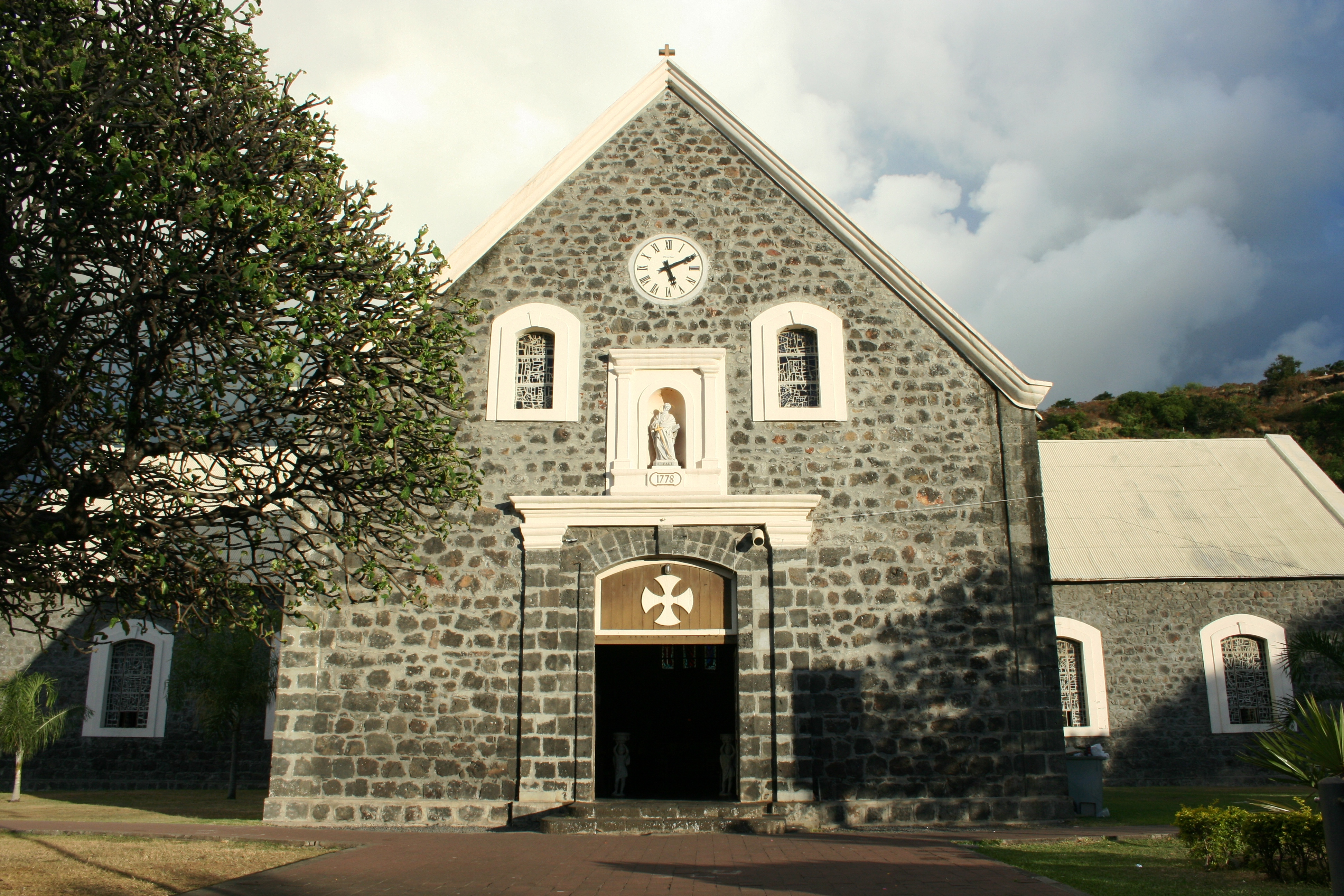
圣保罗教堂（法语：Église de la Conversion-de-Saint-Paul de Saint-Paul）
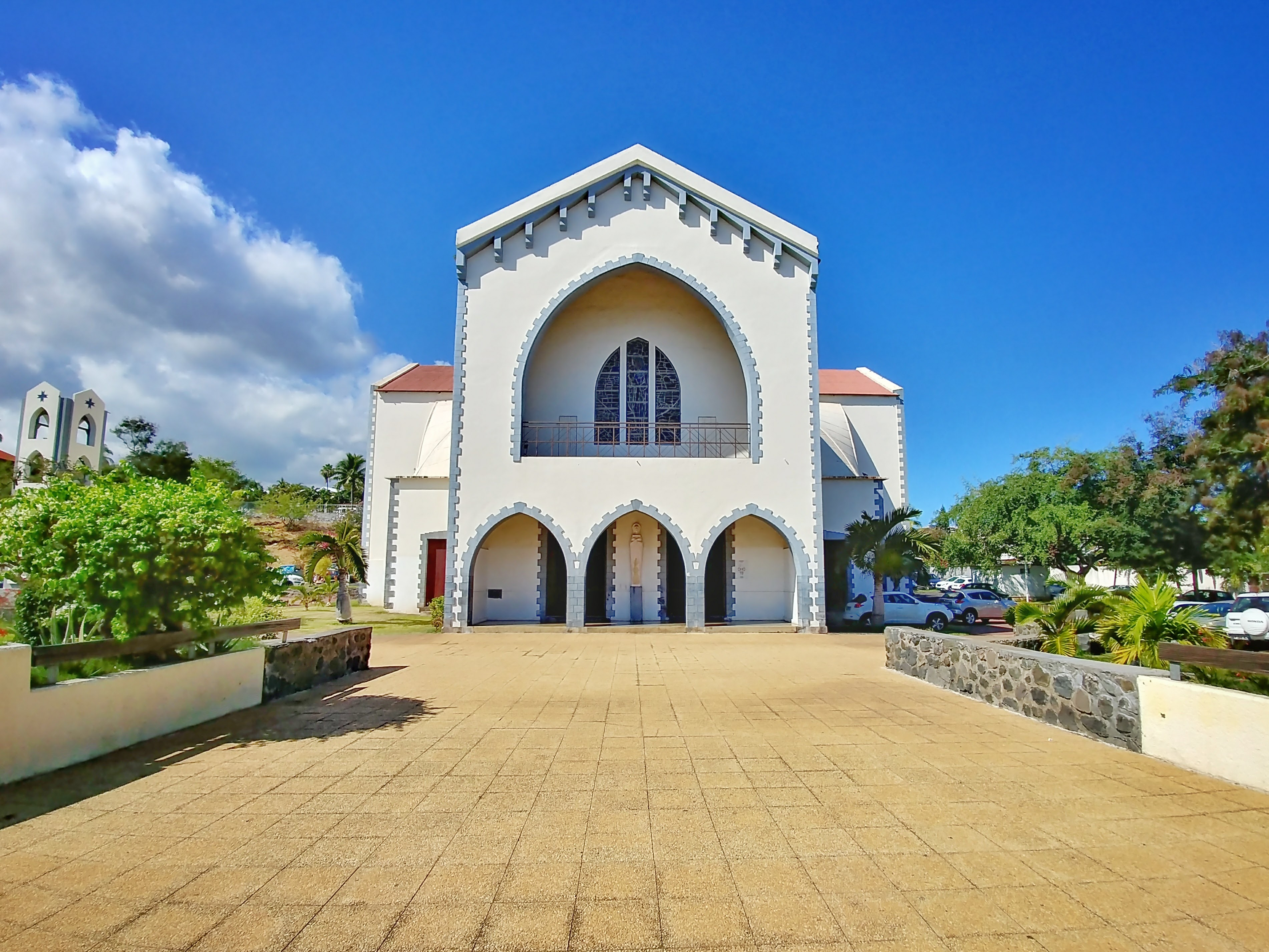
和平圣母教堂
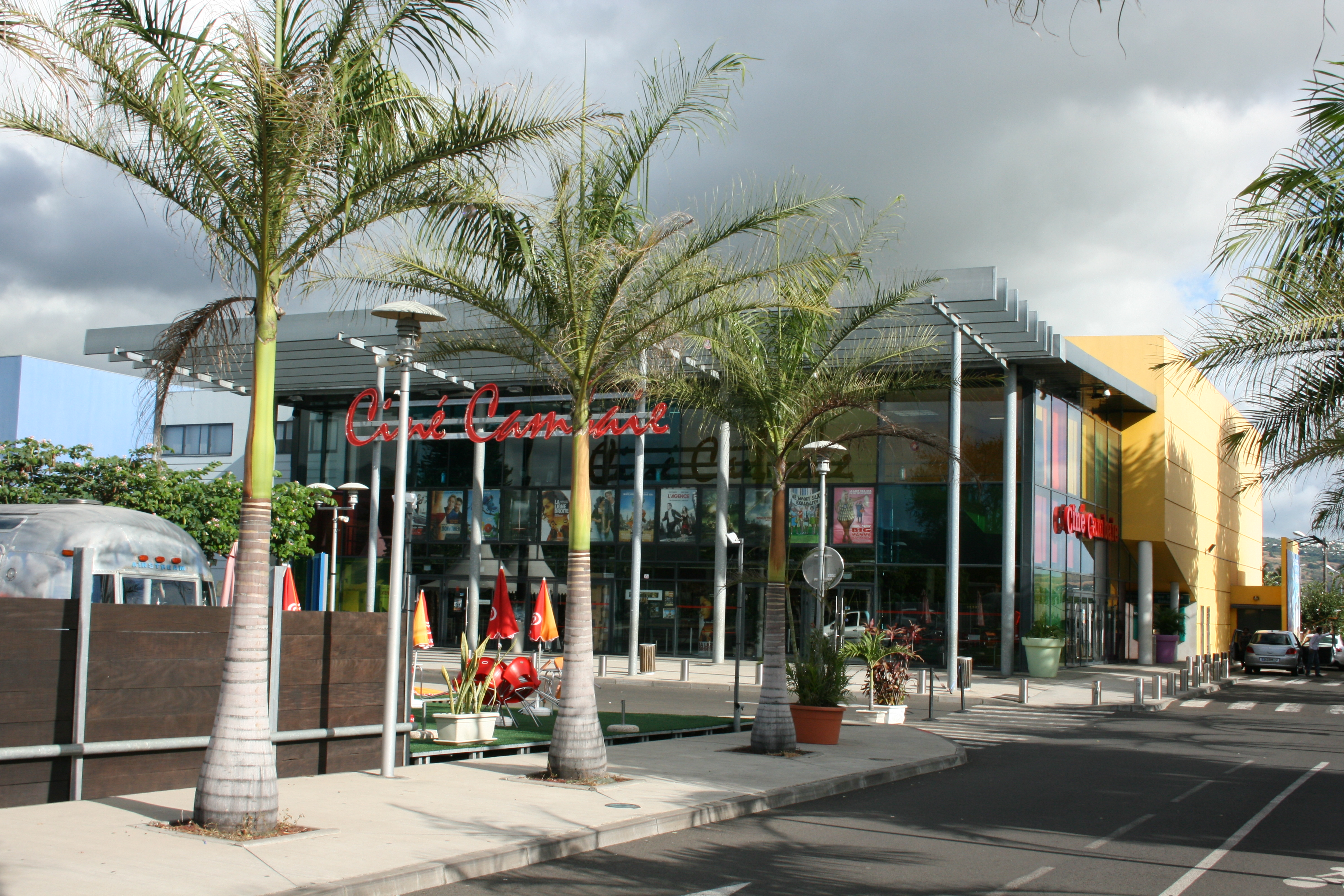
康拜电影院
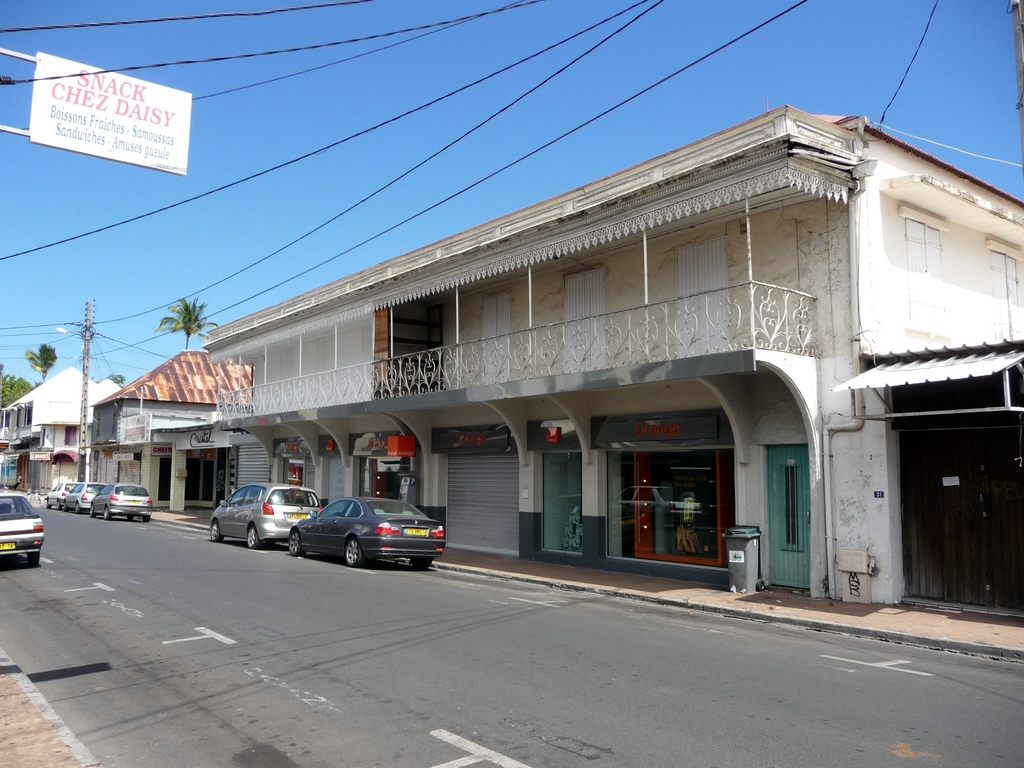
传统建筑
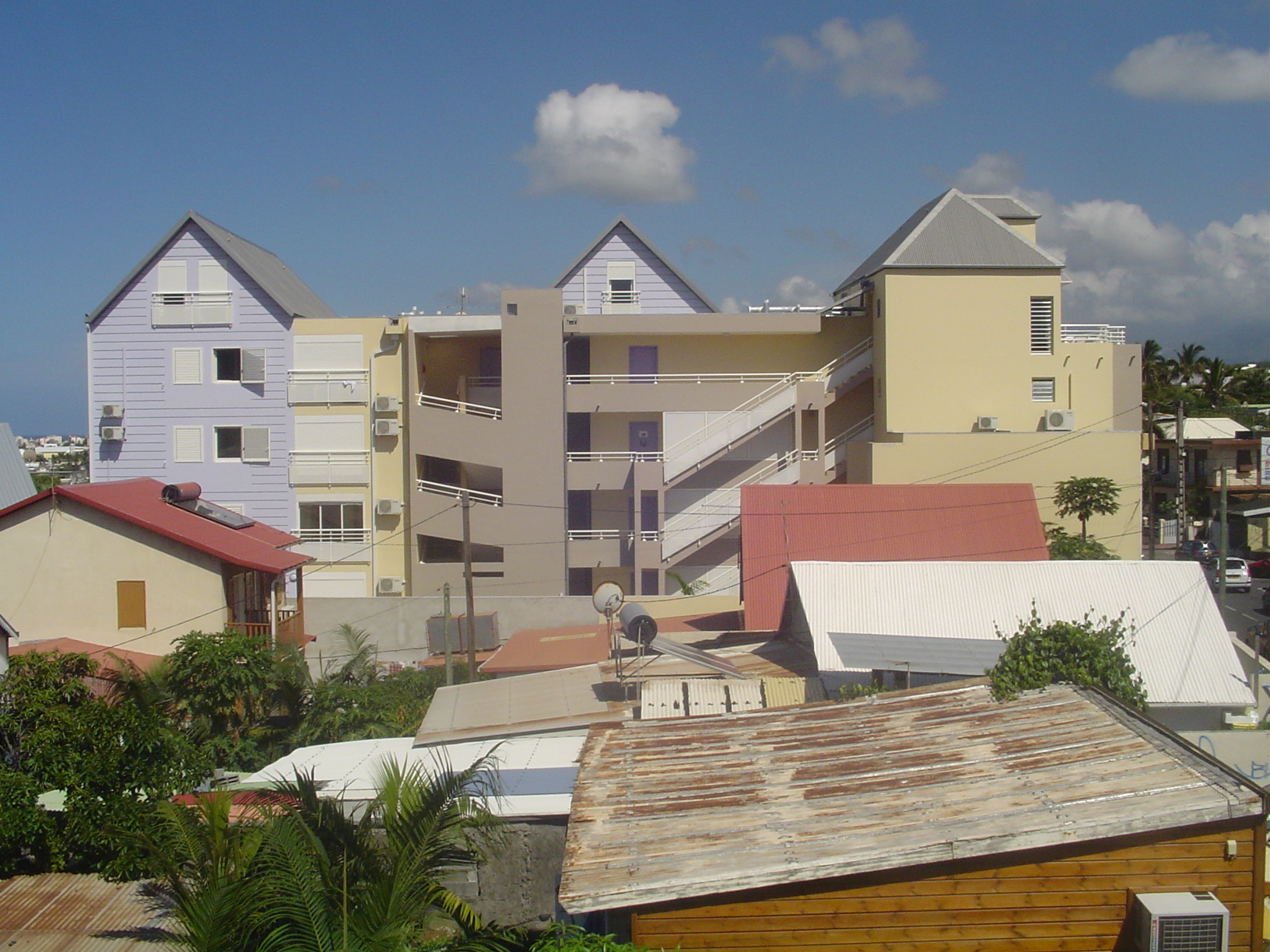
居民楼

### 旅游
圣保罗的旅游事务由其所属的公共社区负责。2020年，圣保罗境内共有39家酒店共计1,749间房间。

### 媒体
法国主要的媒体均可在圣保罗接收，法国电视三台下属的海外省大区频道在部分时段播出圣保罗所属区域的地方新闻。

## 相关人物
法国诗人勒贡特·德·列尔和埃瓦里斯特·德·帕尔尼出生于圣保罗。

## 友好城市
截至2021年7月，圣保罗暂未建立任何友好城市关系，当地政府有计划与毛里求斯首都路易港进行合作交流。